# Đội tuyển Fed Cup Đông Caribe
Đội tuyển Fed Cup Đông Caribe đại diện các quốc gia thành viên của Tổ chức các Quốc gia Đông Caribe giải đấu quần vợt Fed Cup. Đội chưa thi đấu kể từ năm 2002.

## Lịch sử
Đông Caribe tham gia lần đầu tiên và duy nhất một kỳ Fed Cup vào năm 2002, thua tất cả năm trận đấu.